# Padevoort (Adelsgeschlecht)

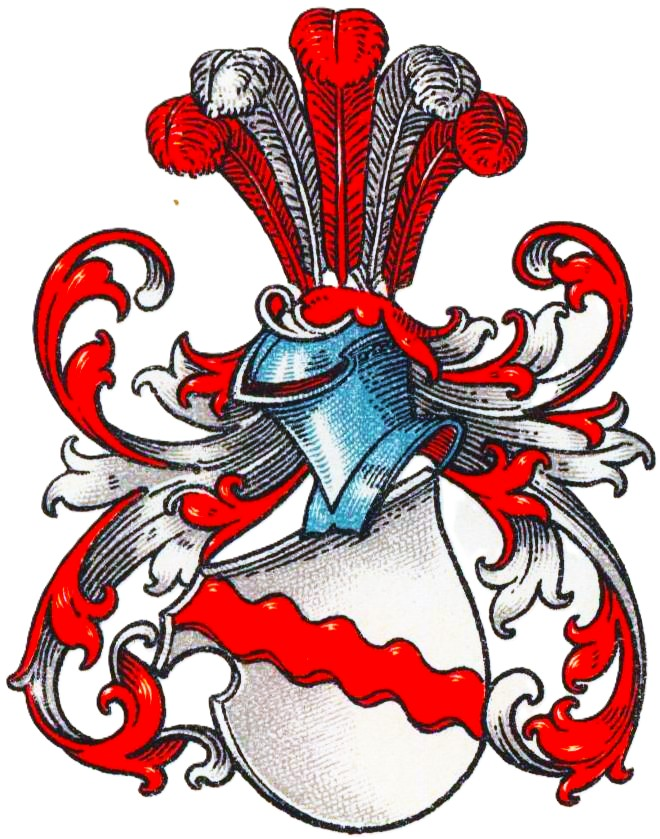
Wappen derer von den Padevord im Wappenbuch des Westfälischen Adels

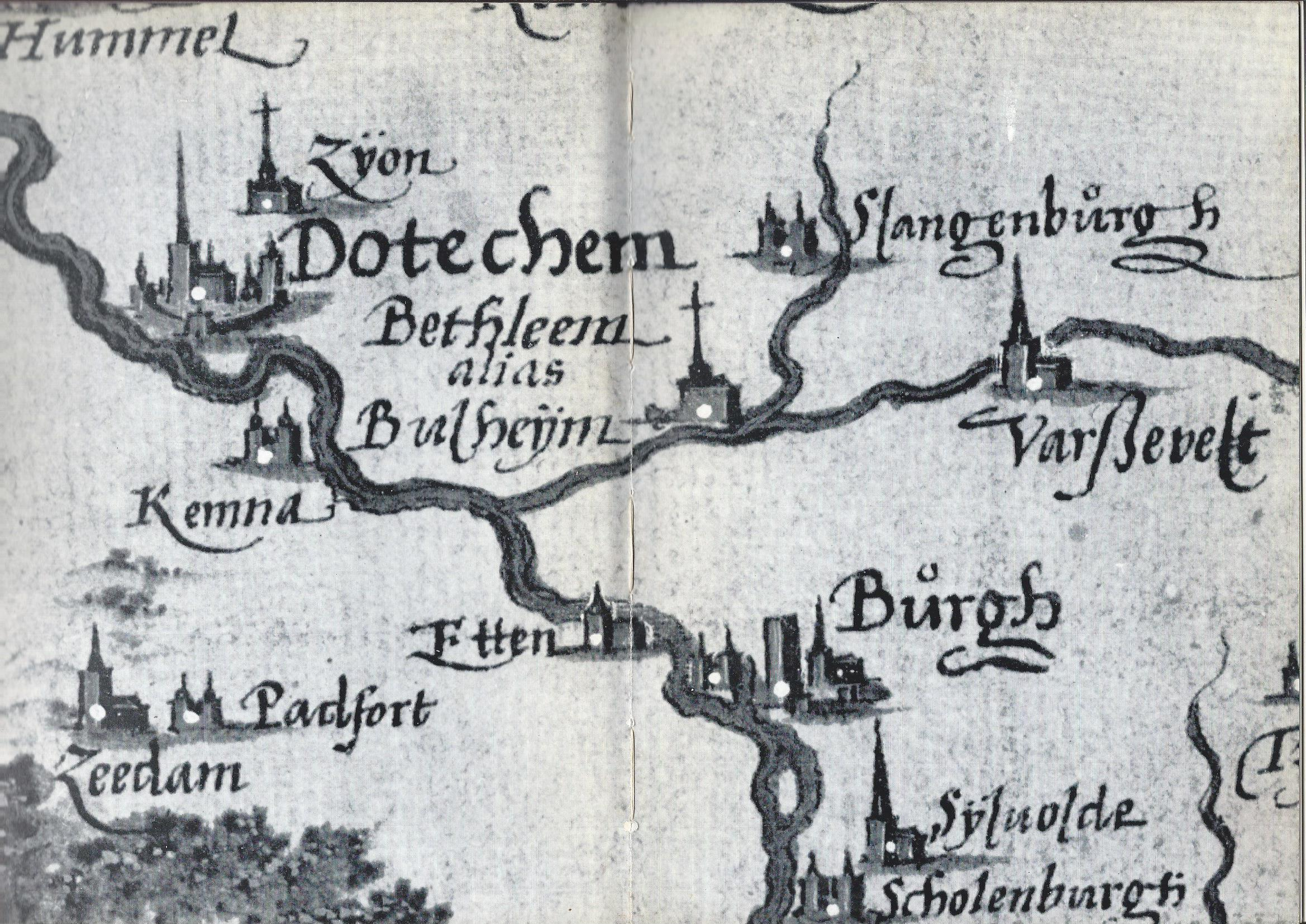
Padfort auf einer historischen Karte der Provinz Gelderland

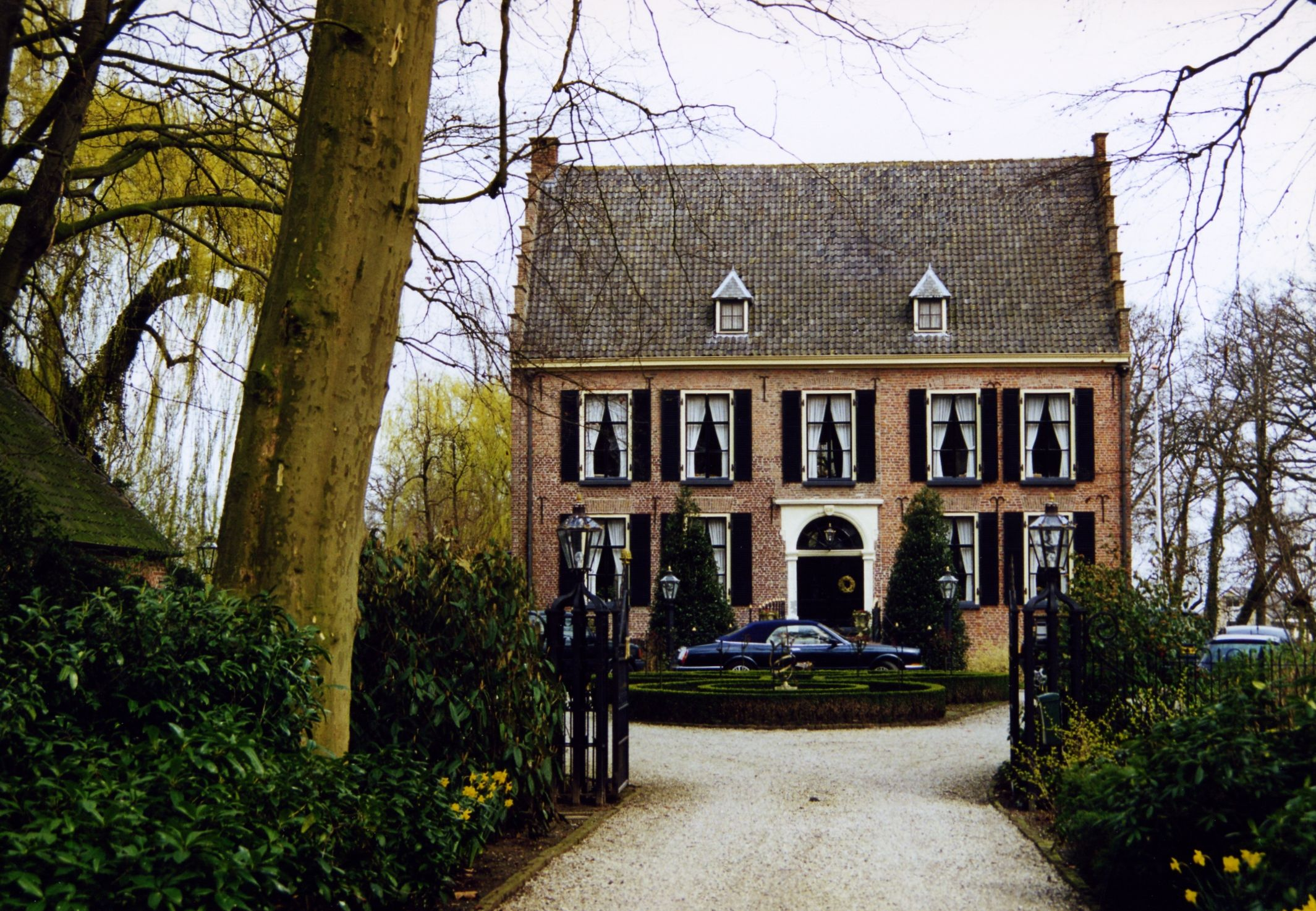
Schloss Padevoort, 2010

Von (den) Padevoort (auch Padevoordt, Padefort, Paedvoirt o. ä.) ist der Name eines niederländisch-westfälischen Adelsgeschlechts.

## Geschichte
Das Geschlecht stammt ursprünglich von einem namensgebenden Stammsitz Schloss Padevoort in Zeddam, Provinz Gelderland in den Niederlanden. Später stellte es Burgmänner in Horstmar. Auch in Münster waren es ansässig.
Die Familie wird erstmals 1375 erwähnt. Sie zählte zur Ritterschaft der niederländischen Grafschaft Berg. Rutger van ten Padevord war 1451 Drost von ’s-Heerenberg.
1604 bekannten Jordan von Padefort und sein Mompar Johannes Keller vor dem Offizialat des Hofes zu Münster, dass er, Jordan, dem Heinrich de Frese die Hälfte des alten Padeforts Hauses und Gartens, auch Putz und geringen Graßhoffgens, in Münster auf dem Honenkamp verkauft hatte und überschrieb ihm außerdem noch die Hälfte des Dritten Teils, der ihm und seiner Schwester Ida von Padefort durch den Tod der Schwester Jungfer Anna von Padefort zugefallen war. Vier Jahre später übergaben Jordan von den Padevoort und seine Frau Ida als Erben seiner verstorbenen Schwester Anna von Padevoort vor dem Offizial, d. h. Richter, des geistlichen Hofs zu Münster einen Rentbrief von 1583 gegen Zahlung des Kapitals an Johannes Hanen, Notar und Bürger der Stadt Münster.
1640 schlossen die Eheleute Walraven Baron von Genth und Gertrud von den Padevoordt einen Vertrag mit Kapitän Jacob von Dunnewalt und seiner Frau Agnis Margarita von den Padevoordt über die Erbansprüche an dem Lehngut Gaverding, welches ein Erbe ihrer Eltern Jordan von den Padevoort und seiner Frau Ida war. 1666 gelangte das Stammhaus Padevoort durch Erbschaft an die Grafen von Berg aus dem Haus Leck.

## Wappen
Blasonierung des Redenden Wappens: In Silber ein schrägrechter (oder schräglinker) roter Strom („voort“ = Furt über Fluss/Bach). Auf dem Helm mit rot-silbernen Helmdecken ein Busch von abwechselnd drei roten und zwei silbernen Straußenfedern.